# Arte chipriota antiguo
El arte chipriota antiguo se refiere a todas las obras de arte visual originarias de Chipre en el Mediterráneo Oriental, desde aproximadamente el año 10.000 a. C. hasta aproximadamente el 330 d. C. Durante este periodo se produjeron varios tipos de objetos como herramientas domésticas, armas, joyas y figuras decorativas. Esta gama de arte atestigua la mezcla de influencias tanto nativas como extranjeras del antiguo Egipto, Grecia y Roma a medida que ocupaban el país sucesivamente. Las obras de arte producidas en el Chipre antiguo incorporan casi todos los medios de arte visual trabajados en la historia antigua, incluyendo la terracota, la piedra, los metales, el vidrio, y las piedras preciosas.

## Período prehistórico (ca. 10.000 - ca. 1050a.C.)

### Períodos pre-neolíticos (c. 10,000 - c. 8500a.C.) y neolíticos (c. 8500 - c. 3900 BC)

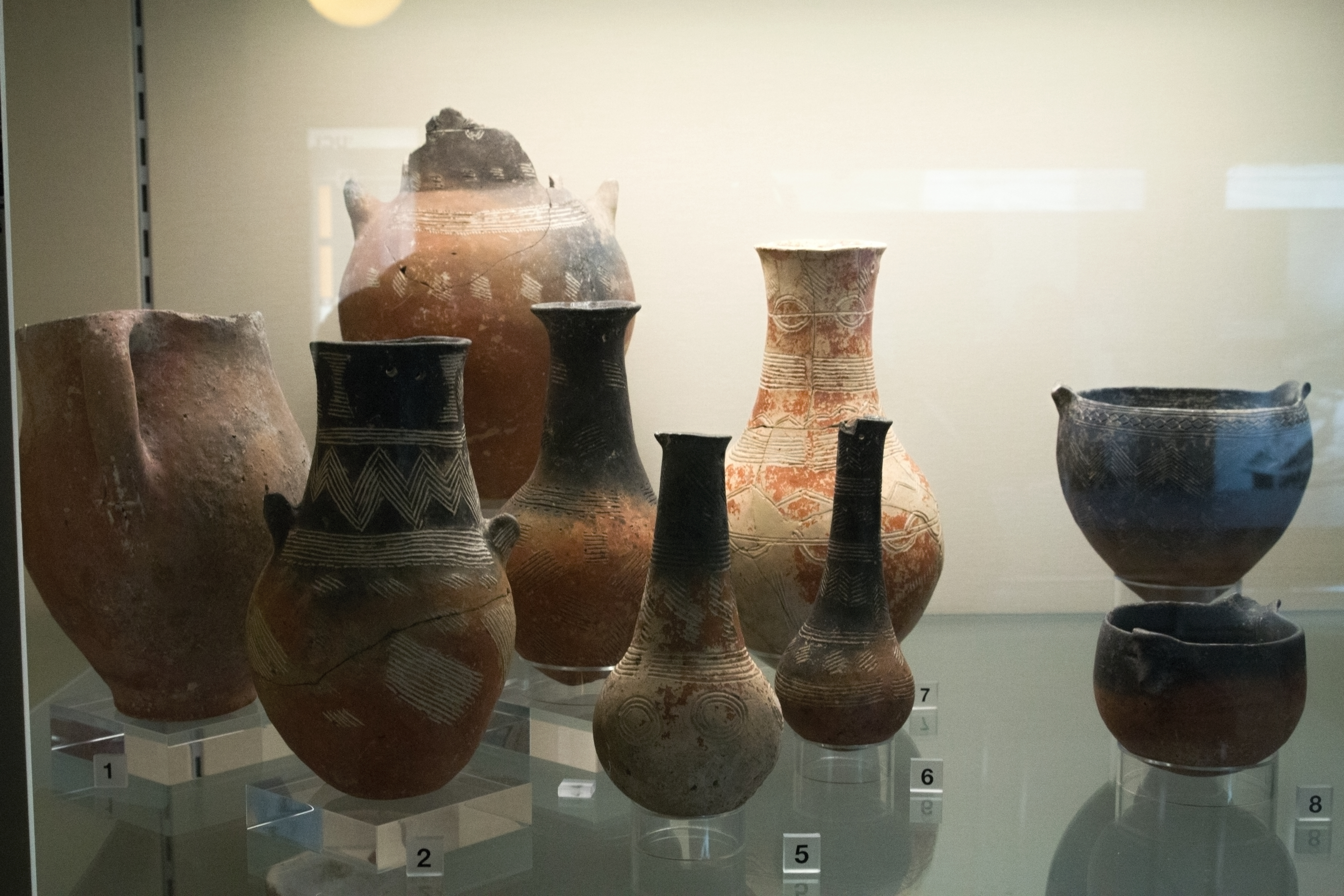
Cerámica del período chipriota temprano I (c. 2500 - c. 2075 a. C.)

Hacia el año 10.000 a. C., los cazadores estacionales de hipopótamos pigmeos y elefantes estaban presentes en la isla. Los primeros colonos neolíticos de Chipre procedían de la costa sirio-palestina o del sur de Anatolia, formando comunidades basadas en la agricultura. Fue hacia el final del periodo neolítico cuando la gente comenzó a cocer arcilla moldeada en recipientes que frecuentemente se adornaban con diseños abstractos en rojo sobre barbotina ligera.

### Período Calcolítico (c. 3900 - c. 2500a.C.)
Durante este período, una nueva oleada de inmigrantes sirio-palestinos y anatolios introdujo una cultura más avanzada en la que se practicaba la religión y los procesos artísticos se volvían más complejos. Ejemplos de este arte son las figuras femeninas formadas de arcilla o piedra -en particular la picrolita de piedra local- con genitales prominentes que representaban la fertilidad como uno de los valores cruciales de la sociedad agraria de la época. Hacia el final de este período, pequeños implementos y decoraciones ornamentales comenzaron a ser martillados de cobre, en latín: chalkos en griego, dando así el nombre de esta era de progresión desde el período neolítico hasta la Edad de Bronce. A pesar de la continuación de la agricultura, ciertos desarrollos como la diversificación de los procedimientos de entierro, la construcción de instalaciones religiosas únicas y el uso de sellos indican una sociedad más sofisticada y organizada.

### Edad del Bronce Temprana (c. 2500 - c. 1900a.C.)
Los profundos cambios causados por la llegada de migrantes menores a las costas de Asia y otros procesos intra-societarios marcaron el comienzo de la temprana Edad del Bronce. Las comunidades comenzaron a desplazarse, asentándose en áreas de tierra fértil cerca de las fuentes de agua. Las influencias del Cercano Oriente, donde la metalurgia estaba muy desarrollada, establecieron procedimientos estandarizados de minería, extracción y fundición del rico mineral de cobre que se encontraba en Chipre. Este recurso se convertiría en una valiosa exportación de gran demanda a lo largo de la Antigüedad mediterránea durante la Edad del Bronce Medio. Aunque la sociedad chipriota estaba todavía arraigada en la agricultura, los broncistas comenzaron a fabricar ornamentos y herramientas únicas siguiendo técnicas personales hacia el final de la Edad del Bronce Medio.

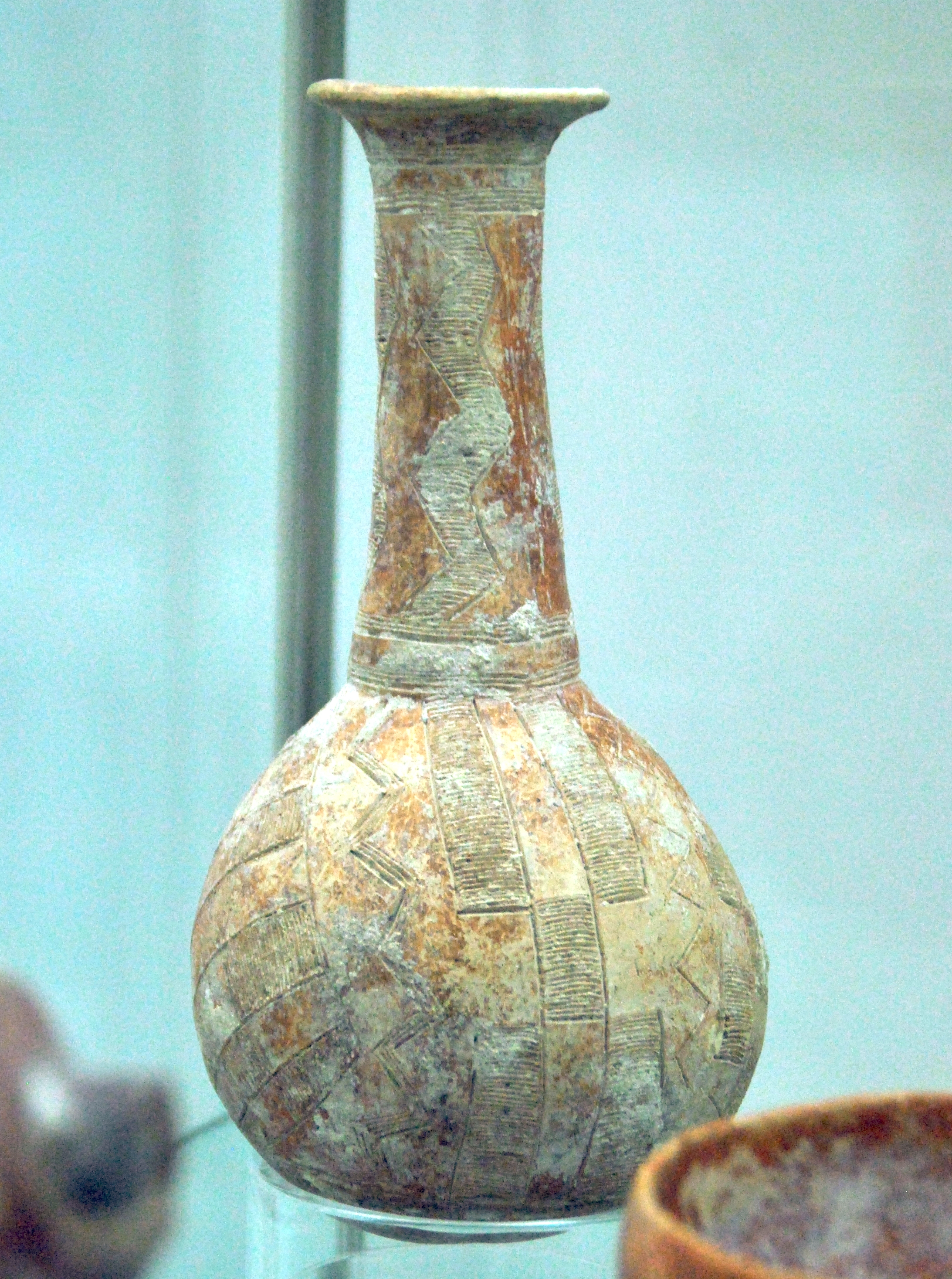
Botella de cerámica pulida roja chipriota (c. 2200 - c. 1700 a. C.)

### Edad del Bronce Medio (c. 1900 - c. 1650a.C.)
La distintiva ubicación geográfica de Chipre en el centro del comercio marítimo del Mediterráneo oriental permitió que el país se convirtiera en un importante centro comercial. Esta ventaja también proporcionó al país la capacidad de establecer contactos con Egipto, el Cercano Oriente, la Creta minoica, y la Grecia micénica. Sin embargo, a pesar de la organización social progresista, las profundas distinciones en la riqueza que se evidencian en los entierros ponen de relieve las divisiones sociales explícitas de la época. Tales divisiones y disputas locales resultaron en la construcción de fortificaciones en muchos asentamientos.
Las formas y diseños de cerámica producidos en la Edad de Bronce Temprana y Media fueron innovadores y creativos. La terracota se usó extensamente para producir estatuillas para entierros en tumbas. Otros artículos de entierro, especialmente los destinados a los hombres, consistían en armas y herramientas de bronce. Los sellos cilíndricos y el uso de oro y plata para la joyería también se popularizaron gradualmente. Con la creciente necesidad de formas más complejas de expresar la religión, se construyeron sitios ceremoniales y obras de metal únicas. Estas construcciones dan testimonio de la creciente importancia de metales como el cobre en Chipre. A finales de la Edad de Bronce, las influencias del Próximo Oriente y del Egeo permitieron que Chipre desarrollara en gran medida el arte del grabado y del tallado.

### Edad de Bronce Final (c. 1650 - c. 1050a.C.)
Durante el final de la Edad de Bronce, Chipre producía cobre a una escala colosal y lo exportaba por todo el Mediterráneo Oriental para ser intercambiado por mercancías y bienes de lujo. Varias obras de alabastro y loza, expuestas en la Colección Cesnola, fueron importadas de Egipto durante la primera mitad del siglo XIV  a. C. El reciente descubrimiento arqueológico frente a las costas de Anatolia de diez toneladas de cobre en un naufragio del siglo XIV a. C. en Uluburun muestra el gran alcance del comercio marítimo de Chipre. En la excavación se encontraron también tinajas con cerámica chipriota y productos de la agricultura como el coriandro.

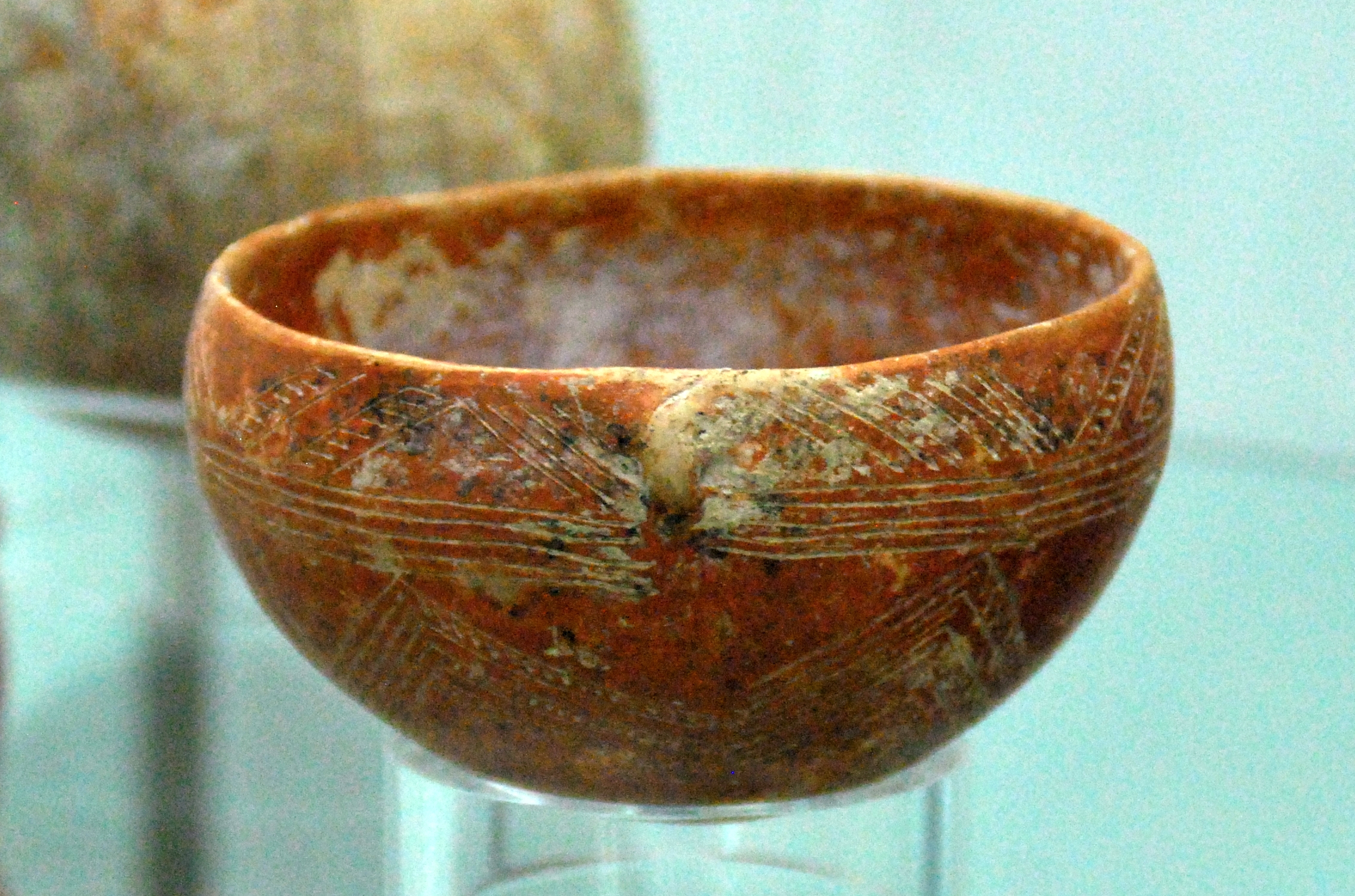
Vasija chipriota de cerámica pulida roja (c. 2200 - c. 1700 a. C.)

A finales de la Edad de Bronce, el arte chipriota podía verse como una mezcla de presiones nacionales e influencias extranjeras. Las adaptaciones de elementos estilísticos extranjeros del Egeo, el Cercano Oriente y Egipto condujeron a su reinterpretación y, como resultado, a su incorporación a las singulares costumbres chipriotas. Especialmente durante el siglo XII  a. C., el bronce, la escritura, la joyería y las tallas de sellos de piedra se vieron influidos por el Egeo. A partir de 1500 a. C., los chipriotas comenzaron a utilizar una escritura chipro-minoica indescifrable adoptada de Creta que les proporcionó los medios para gestionar los registros e inventarios en una época en la que la organización social se estaba volviendo cada vez más compleja. Esta escritura se puede ver en las tablillas de arcilla y en los registros que se encuentran en ciudades metropolitanas como Enkomi y Kalavasos. La Colección Cesnola también contiene numerosos jarrones en los que se pueden ver algunos personajes en esta antigua escritura. En las excavaciones de ricos cementerios y de centros urbanos de los siglos XIV al XIII a. C. como Enkomi, se han descubierto lujosos artefactos hechos de diversos materiales. Las cámaras funerarias de una clase de élite han desenterrado además casi exclusivamente una colección de vasijas micénicas importadas del siglo XIV a. C.
Mientras las artes en Chipre prosperaban, las desigualdades sociales surgían como resultado del flujo de riqueza y recursos importados. Durante la última parte del siglo XIII a. C., los disturbios se apoderaron de Chipre y del Mediterráneo oriental, dejando ciudades en ruinas y generando una oleada de refugiados egeos en Chipre. Sin embargo, a pesar de los disturbios, Chipre consiguió recuperar finalmente su éxito económico y comercial.

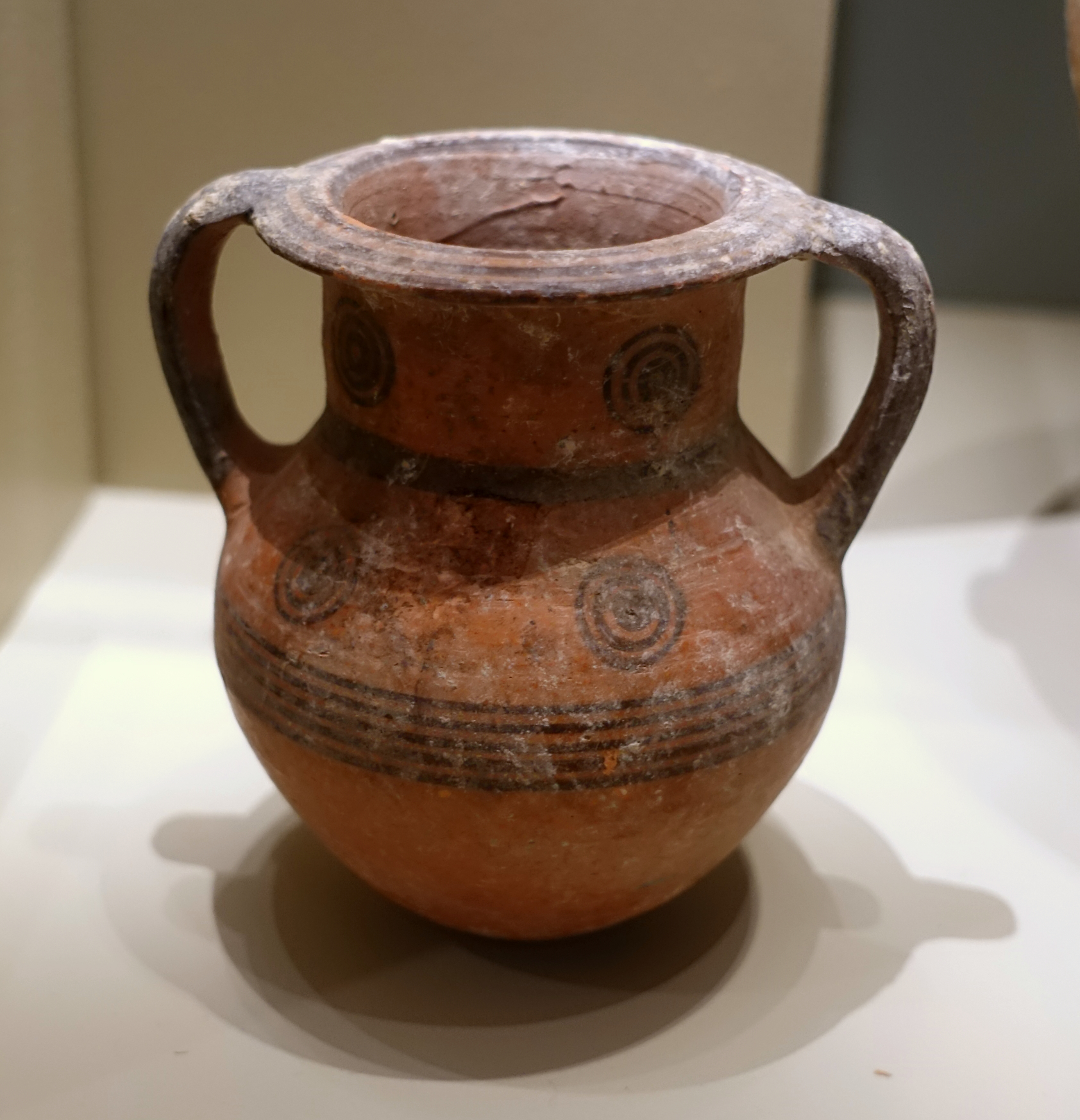
Terracota del período chipro-geométrico II-III (c. 950 - c. 750 a. C.)

## Período Chipro-Geométrico (c. 1050 - c. 750a.C.)

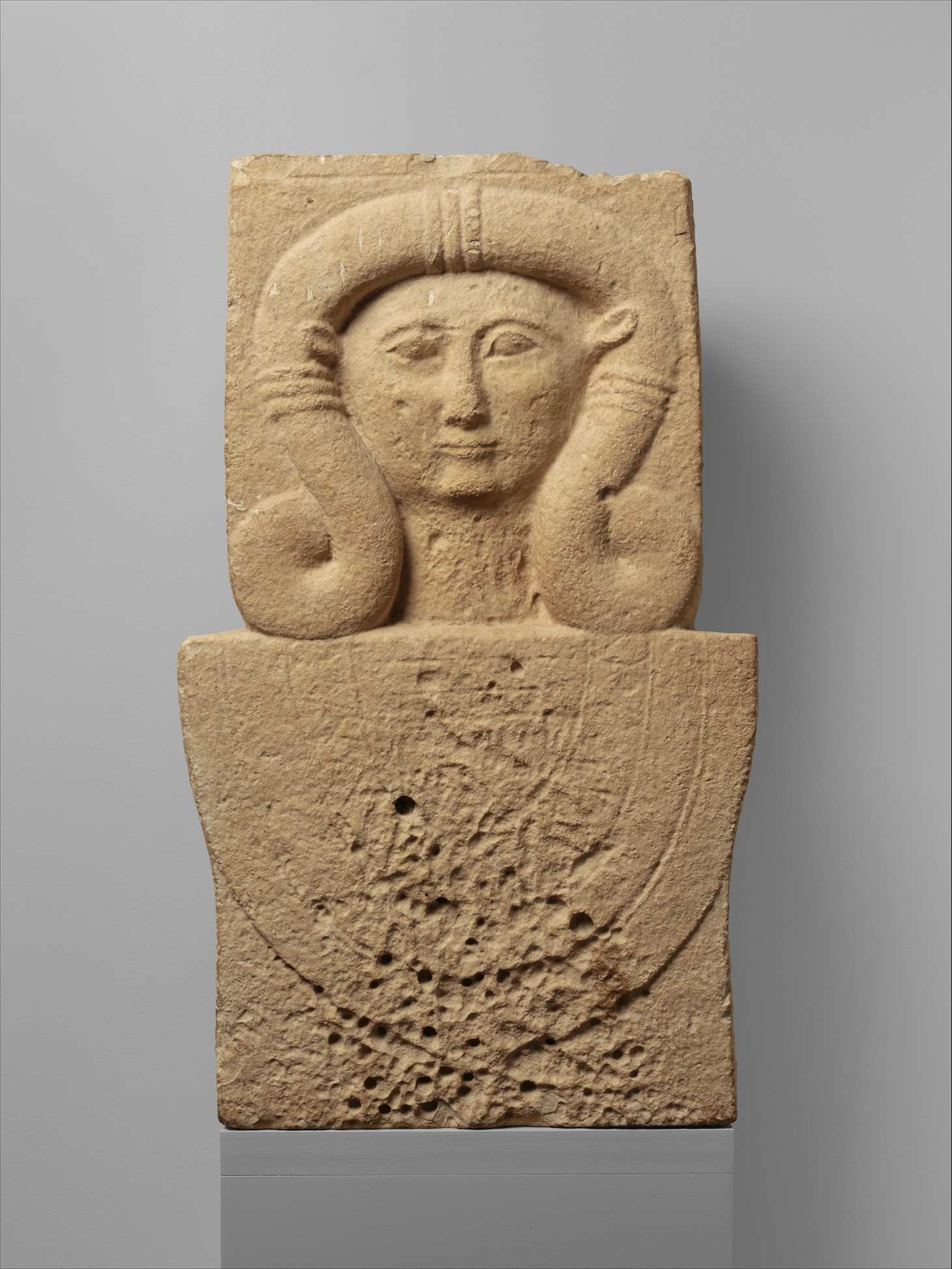
Estela de piedra caliza con la cabeza de Hathor de Chipre (c. 575 - c. 550 a. C.)

Después de su recuperación, surgieron nuevos asentamientos en Chipre como resultado de la afluencia de inmigrantes griegos y aqueos que trajeron consigo su cultura micénica en forma de cerámica, ropa, armas, costumbres funerarias y el idioma griego. El país mantuvo su papel de principal exportador de materias primas en el Mediterráneo, y finalmente introdujo una nueva escritura silábica local en el siglo XI a. C. que se utilizó hasta el siglo III a. C. para la escritura del griego antiguo y la lengua chipriota. El establecimiento de un asentamiento fenicio en Citio en la costa sur alrededor del 900 a. C., impulsó aún más el comercio de Chipre, ya que los fenicios se interesaron por los abundantes recursos de cobre y madera para la construcción naval. Con ello se adoptó la lengua fenicia y se asimilaron a la cultura chipriota ideas extranjeras como el culto a la diosa Astarté. Sin embargo, a pesar de las costumbres importadas de la época, el arte chipriota logró mantener sus características nativas. La cerámica de este período se producía generalmente a partir de cerámica pintada en blanco, pero los chipriotas también pintaban en negro y rojo. Los avances en la estructura política de la sociedad se pudieron ver en la fundación de diez reinos gobernados por reyes llamados wanaktes, como se evidencia en una inscripción del siglo VII a. C.

## Período chipriota arcaico (c. 750 - c. 480a.C.)

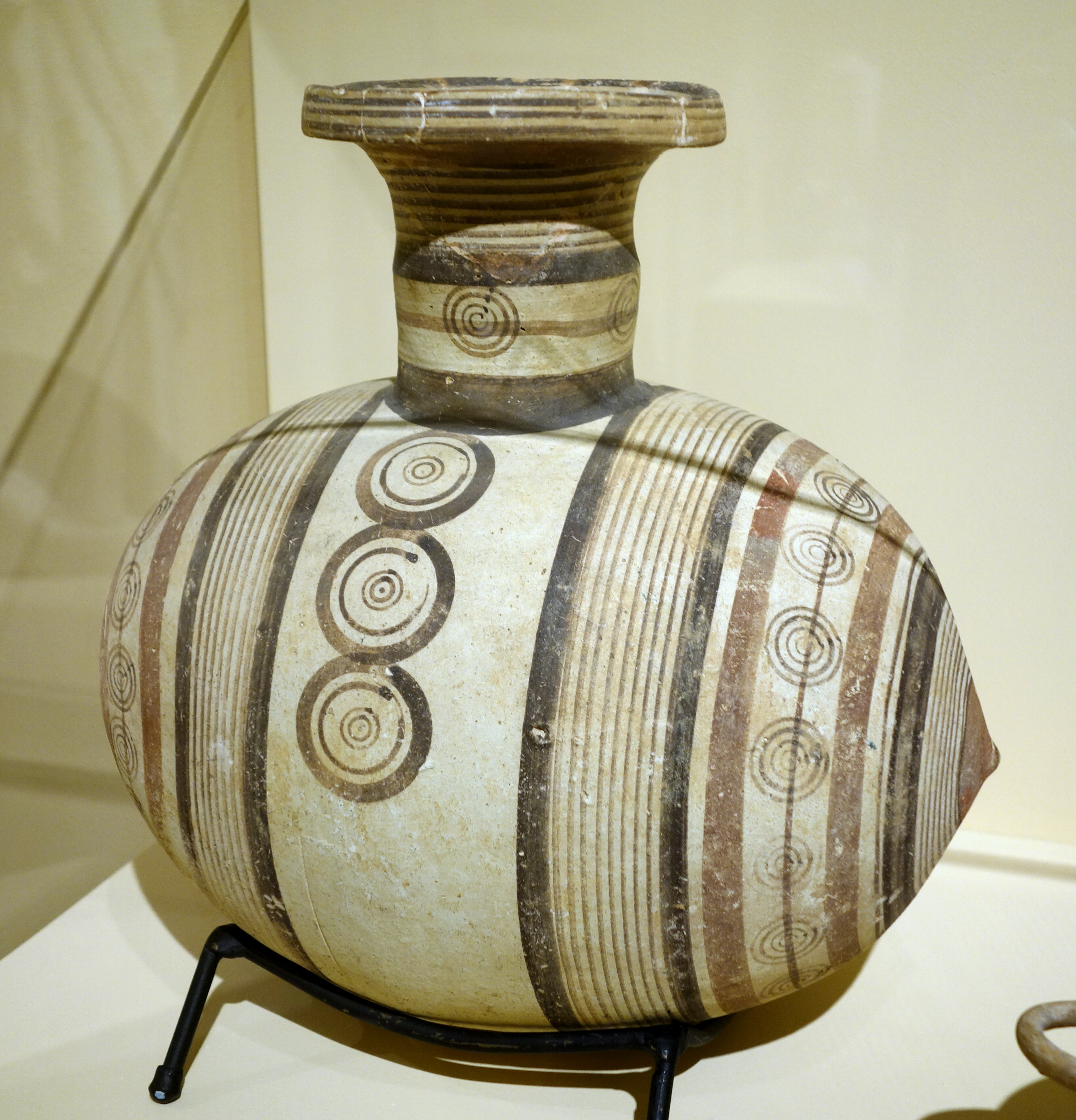
Jarra de cerámica en forma de barril del período chipriota arcaico I (c. 700 - c. 600 a. C.)

Se encontraron pruebas que revelaban la rendición de los gobernantes chipriotas a Asiria en el año 709 a. C. en una estela en Citio, y los reinos permanecieron bajo el dominio asirio hasta el año 669 a. C. La prosperidad y la incitación cultural en los reinos siguieron, y los reyes de Chipre fueron capaces de autogobernarse siempre y cuando pagaran frecuentes tributos al rey de Asiria. Las riquezas y las relaciones exteriores de estos reyes chipriotas pueden verse en las pruebas encontradas en las cámaras funerarias reales en Salamina. En el año 669 a. C., Chipre se independizó, una circunstancia poco frecuente en la historia chipriota que duró hasta que el país fue subyugado por Egipto bajo Amasis II en el año 560 a. C. Durante este tiempo, el alcance del control egipcio fue evidente en el creciente uso de símbolos egipcios en el arte chipriota, como la cabeza de Hathor que se encontraba comúnmente en las piezas de arte de Amatunte. También se podía ver en las numerosas esculturas de piedra de los devotos masculinos. La escultura chipriota del periodo chipriota arcaico se caracterizó por una decoración policromada que también se utilizó en Grecia. En esta época, la terracota se pintaba a menudo y el desarrollo del molde permitió acelerar en gran medida la producción de figuritas. En el año 545 a. C., Chipre fue conquistada por Ciro II el Grande de Persia, pero en el año 499 a. C. se alió con los griegos jonios para intentar rebelarse contra los invasores persas. Sin dejarse intimidar por las fluctuaciones de poder, Chipre siguió siendo próspero como un centro comercial fundamental, y las prácticas religiosas no cambiaron con el nuevo gobierno.

## Período Chipriota clásico (c. 480 - c. 310a.C.)
Hasta que Chipre fue liberado por Alejandro Magno en el año 333 a. C., hubo una constante lucha de poder por la independencia chipriota contra los persas. Durante esta época, las esculturas, las joyas, las prendas de vestir y otras formas de arte comenzaron a asumir muchos elementos helénicos como resultado de la creciente afiliación con los griegos que ayudaron a los chipriotas en sus intentos de deponer a los persas. Las esculturas en este período se hacían generalmente de terracota o piedra caliza y sólo podían ser adquiridas por los ricos. Aunque la influencia de la cultura griega era evidente en las artes de Chipre, los chipriotas todavía mantenían y utilizaban sus propios estilos artísticos. Un ejemplo destacado es el de un Golgoi sarcófago adornado con guerreros en la batalla, que es una escena comúnmente vista en el arte griego. Sin embargo, el artista chipriota combina una escena de caza con este paisaje, en el que las proporciones de los animales son claramente distintivas de las que se encuentran en las obras helénicas. Asimismo, las joyas chipriotas, en particular las de oro, revelan una combinación de estilos artísticos tanto locales como griegos. Las influencias de la Grecia oriental del siglo VI a. C. dieron lugar a esculturas chipriotas autónomas que exhibían rasgos helénicos comunes como la sonrisa arcaica y el pie izquierdo adelantado.

## Períodos helenístico y romano (c. 310a.C. - c. 330d.C.)
El arte en Chipre llegó a asimilar elementos del arte helenístico cuando el Ptolomeo I Sóter conquistó el país en el 300  a. C. Aunque los elementos artísticos de la antigua Atenas influyeron en la arquitectura funeraria chipriota y otras formas de arte en un principio, los estilos egipcios fueron finalmente superados. Después de que los romanos se hicieran con el control en el 58 a. C., Chipre volvió a convertirse en un vibrante centro de comercio. Los comerciantes y artistas del Mediterráneo oriental, incluidos los escultores, trajeron consigo una serie de prácticas artísticas extranjeras al entrar en el país. A medida que se importaban cada vez más esculturas de mármol y bronce del Egeo, las esculturas tradicionales de piedra caliza empezaron a disminuir. Los elementos helenísticos seguían prevaleciendo en la escultura, la cerámica y la joyería chipriotas durante esta época. En última instancia, todas las formas de arte chipriota se vieron influenciadas por las técnicas y estilos romanos.

## Colecciones
Fuera de Chipre, hay grandes colecciones en varios museos, especialmente en el Museo Británico y en el Louvre. Una de las colecciones más extensas de arte chipriota antiguo es la Colección Cesnola que se encuentra en el Metropolitan Museum of Art de Nueva York. Este inventario fue amasado a través de inversiones personales y excavaciones por Luigi Palma di Cesnola quien fue cónsul americano en Chipre en 1865, antes de convertirse en el primer director del Metropolitano.